# Xã Wayne, Quận Lake, Nam Dakota
Xã Wayne (tiếng Anh: Wayne Township) là một xã thuộc quận Lake, tiểu bang Nam Dakota, Hoa Kỳ. Năm 2010, dân số của xã này là 89 người.